# Clitocybe subcordispora
Clitocybe subcordispora är en svampart som beskrevs av Harmaja 1969. Clitocybe subcordispora ingår i släktet Clitocybe och familjen Tricholomataceae.  Arten är reproducerande i Sverige. Inga underarter finns listade i Catalogue of Life.